# Equetus iwamotoi
Equetus iwamotoi és una espècie de peix de la família dels esciènids i de l'ordre dels perciformes.

## Morfologia
- Nombre de vèrtebres: 25.[4]

## Hàbitat
És un peix marí, de clima tropical i demersal que viu entre 37-184 m de fondària.

## Distribució geogràfica
Es troba a l'oceà Atlàntic occidental: des de Carolina del Nord (els Estats Units) fins al Brasil.

## Observacions
És inofensiu per als humans.